# 正中 (元号)
正中（）は、日本の元号の一つ。元亨の後、嘉暦の前。1324年から1326年までの期間を指す。この時代の天皇は後醍醐天皇。鎌倉幕府将軍は守邦親王、執権は北条高時。

## 改元
- 元亨4年12月9日（ユリウス暦1324年12月25日） 甲子革令に当たるため改元
- 正中3年4月26日（ユリウス暦1326年5月28日） 嘉暦に改元

## 正中期におきた出来事
元年
- 9月19日：京都の六波羅探題が後醍醐天皇の討幕計画を察知して、関係者を処罰する正中の変が起こる。

2年
- 7月：建長寺船が中国の元へ派遣される。

## 西暦との対照表
※は小の月を示す。
| 正中元年（甲子） | 一月※     | 二月    | 三月※ | 四月  | 五月※ | 六月  | 七月  | 八月※ | 九月 | 十月  | 十一月※ | 十二月 |          |
| ---------------- | --------- | ------- | ----- | ----- | ----- | ----- | ----- | ----- | ---- | ----- | ------- | ------ | -------- |
| ユリウス暦       | 1324/1/27 | 2/25    | 3/26  | 4/24  | 5/24  | 6/22  | 7/22  | 8/21  | 9/19 | 10/19 | 11/18   | 12/17  |          |
| 正中二年（乙丑） | 一月※     | 閏一月※ | 二月  | 三月※ | 四月  | 五月※ | 六月  | 七月※ | 八月 | 九月  | 十月※   | 十一月 | 十二月   |
| ユリウス暦       | 1325/1/16 | 2/14    | 3/15  | 4/14  | 5/13  | 6/12  | 7/11  | 8/10  | 9/8  | 10/8  | 11/7    | 12/6   | 1326/1/5 |
| 正中三年（丙寅） | 一月※     | 二月    | 三月※ | 四月※ | 五月※ | 六月  | 七月※ | 八月  | 九月 | 十月  | 十一月※ | 十二月 |          |
| ユリウス暦       | 1326/2/4  | 3/5     | 4/4   | 5/3   | 6/1   | 6/30  | 7/30  | 8/28  | 9/27 | 10/27 | 11/26   | 12/25  |          |